# Kvalifikace na Mistrovství světa ve fotbale 1994 (OFC)
Kvalifikace na Mistrovství světa ve fotbale 1994 zóny OFC určila účastníka mezikontinentální baráže proti druhému celku zóny CONCACAF, jejíž vítěz se utkal o místenku na MS s celkem ze zóny CONMEBOL.
Po odhlášení jednoho z přihlášených celků byla zbylá šestice rozlosována do dvou skupin po třech týmech. Tam se utkali dvoukolově každý s každým doma a venku. Vítězové skupin se následně utkali systémem doma a venku o postup do mezikontinentální baráže proti druhému týmu zóny CONCACAF. Vítěz této baráže se následně utkal s týmem z Jižní Ameriky o místenku na MS.

## První fáze

### Skupina A
| Poř. | Tým                 | Z | V | R | P | VG | IG | +/- | B |
| ---- | ------------------- | - | - | - | - | -- | -- | --- | - |
| 1    | Austrálie           | 4 | 4 | 0 | 0 | 13 | 2  | +11 | 8 |
| 2    | Tahiti              | 4 | 1 | 1 | 2 | 5  | 8  | -3  | 3 |
| 3    | Šalomounovy ostrovy | 4 | 0 | 1 | 3 | 5  | 13 | -8  | 1 |

| 11. července 1992   |       |                 |                              |
| Šalomounovy ostrovy | 1 – 1 | Tahiti          | Honiara, Šalomounovy ostrovy |
| Duddley Hatei 61'   |       | Eric Etaeta 76' | Honiara, Šalomounovy ostrovy |

| 4. září 1992        |       |                                   |                              |
| Šalomounovy ostrovy | 1 – 2 | Austrálie                         | Honiara, Šalomounovy ostrovy |
| Hollies Vato 83'    |       | Carl Veart 8' Tommy McCulloch 86' | Honiara, Šalomounovy ostrovy |

| 11. září 1992 |       |                                             |                 |
| Tahiti        | 0 – 3 | Austrálie                                   | Papeete, Tahiti |
|               |       | Damian Mori 2' Carl Veart 44' Paul Wade 57' | Papeete, Tahiti |

| 20. září 1992                       |       |        |                     |
| Austrálie                           | 2 – 0 | Tahiti | Brisbane, Austrálie |
| Carl Veart 11' Mehmet Durakovic 62' |       |        | Brisbane, Austrálie |

| 26. září 1992                                                                               |       |                     |                      |
| Austrálie                                                                                   | 6 – 1 | Šalomounovy ostrovy | Newcastle, Austrálie |
| Aytec Genc 4' Ian Gray 60' Paul Wade 67' Carl Veart 83' Greg Brown 85' Mehmet Durakovic 88' |       | Charles Ashley 6'   | Newcastle, Austrálie |

| 9. října 1992                                                           |       |                                  |                 |
| Tahiti                                                                  | 4 – 2 | Šalomounovy ostrovy              | Papeete, Tahiti |
| Reynald Temarii 8' (pen.) Jean-Luc Rousseau 18' Maheanum Gatien 43' 88' |       | Hollies Vato 60' Batram Suri 90' | Papeete, Tahiti |

Austrálie postoupila do finále.

### Skupina B
| Poř. | Tým         | Z | V | R | P | VG | IG | +/- | B |
| ---- | ----------- | - | - | - | - | -- | -- | --- | - |
| 1    | Nový Zéland | 4 | 3 | 1 | 0 | 15 | 1  | +14 | 7 |
| 2    | Fidži       | 4 | 2 | 1 | 1 | 6  | 3  | +3  | 5 |
| 3    | Vanuatu     | 4 | 0 | 0 | 4 | 1  | 18 | -17 | 0 |

| 7. června 1992                           |       |       |                           |
| Nový Zéland                              | 3 – 0 | Fidži | Christchurch, Nový Zéland |
| Billy Wright 15' 50' Daniel Halligan 42' |       |       | Christchurch, Nový Zéland |

| 27. června 1992  |       |                                                                   |                    |
| Vanuatu          | 1 – 4 | Nový Zéland                                                       | Port Vila, Vanuatu |
| Charles Vatú 26' |       | Darren McClennan 2' 3' Rodger Gray 74' Daniel Halligan 82' (pen.) | Port Vila, Vanuatu |

| 1. července 1992                                                                           |       |         |                       |
| Nový Zéland                                                                                | 8 – 0 | Vanuatu | Auckland, Nový Zéland |
| Tony Laus 30' 32' 69' Michael McGarry 33' 71' Robert Ironside 64' Darren McClennan 67' 72' |       |         | Auckland, Nový Zéland |

| 12. září 1992                    |       |         |             |
| Fidži                            | 3 – 0 | Vanuatu | Suva, Fidži |
| Bakalevu Moceimereke 65' 69' 75' |       |         | Suva, Fidži |

| 19. září 1992 |       |             |             |
| Fidži         | 0 – 0 | Nový Zéland | Suva, Fidži |
|               |       |             | Suva, Fidži |

| 26. září 1992 |       |                                              |                    |
| Vanuatu       | 0 – 3 | Fidži                                        | Port Vila, Vanuatu |
|               |       | Kaliova Bulinaceva 15' Radike Nawasu 33' 77' | Port Vila, Vanuatu |

Nový Zéland postoupil do finále.

## Finále
| 30. května 1993 |       |                   |                       |
| Nový Zéland     | 0 – 1 | Austrálie         | Auckland, Nový Zéland |
|                 |       | Graham Arnold 55' | Auckland, Nový Zéland |

| 6. června 1993                                |       |             |                      |
| Austrálie                                     | 3 – 0 | Nový Zéland | Melbourne, Austrálie |
| Carl Veart 1' Aurelio Vidmar 3' Ned Zelic 49' |       |             | Melbourne, Austrálie |

Austrálie zvítězila celkovým skóre 4:0 a postoupila do mezikontinentální baráže proti druhému celku zóny CONCACAF, jejíž vítěz se o místenku na MS utkal s celkem ze zóny CONMEBOL.